# Instituto de Estudios Manchegos
El Instituto de Estudios Manchegos es una institución cultural española de estudios locales, con sede en Ciudad Real.

## Historia
Fue constituido en noviembre de 1946 en Ciudad Real. Edita la revista anual Cuadernos de Estudios Manchegos, cuyo primer número aparecería en enero de 1947. Integrado en 1949 en el Consejo Superior de Investigaciones Científicas (CSIC), forma parte de la Confederación Española de Centros de Estudios Locales (CECL). Ha sido dirigido o presidido a lo largo de su historia por José María Martínez Val, Carlos Calatayud, Manuel Espadas Burgos, Benjamín Fernández Ruiz, Jerónimo López-Salazar Pérez, Ángela Madrid y Medina y Francisco Alía Miranda. Sus miembros reciben el nombre de «consejeros».